# إبوني داي
إبوني داي (بالإنجليزية: Ebony Day)‏ هي مغنية بريطانية، ولدت في 21 مارس 1993 في لندن في المملكة المتحدة.

## وصلات خارجية
- إبوني داي على موقع ميوزك برينز (الإنجليزية)